# Haloragaceae
Haloragaceae (R.Br., 1814), o Aloragacee, è una famiglia di piante appartenente all'ordine delle Saxifragales.

## Tassonomia
Questa famiglia comprende circa 150 specie, ripartite tra i seguenti 7 generi:
- Glischrocaryon Endl.
- Gonocarpus Thunb.
- Haloragis J.R.Forst. & G.Forst.
- Laurembergia P.J.Bergius
- Myriophyllum Ponted. ex L.
- Proserpinaca L.
- Trihaloragis M.L.Moody & Les

In Italia è presente solo il genere Myriophyllum.